# Folkabo
Folkabo är en småort i Tidaholms kommun också benämnd Valstad och varande kyrkbyn i Valstads socken i Västergötland. 

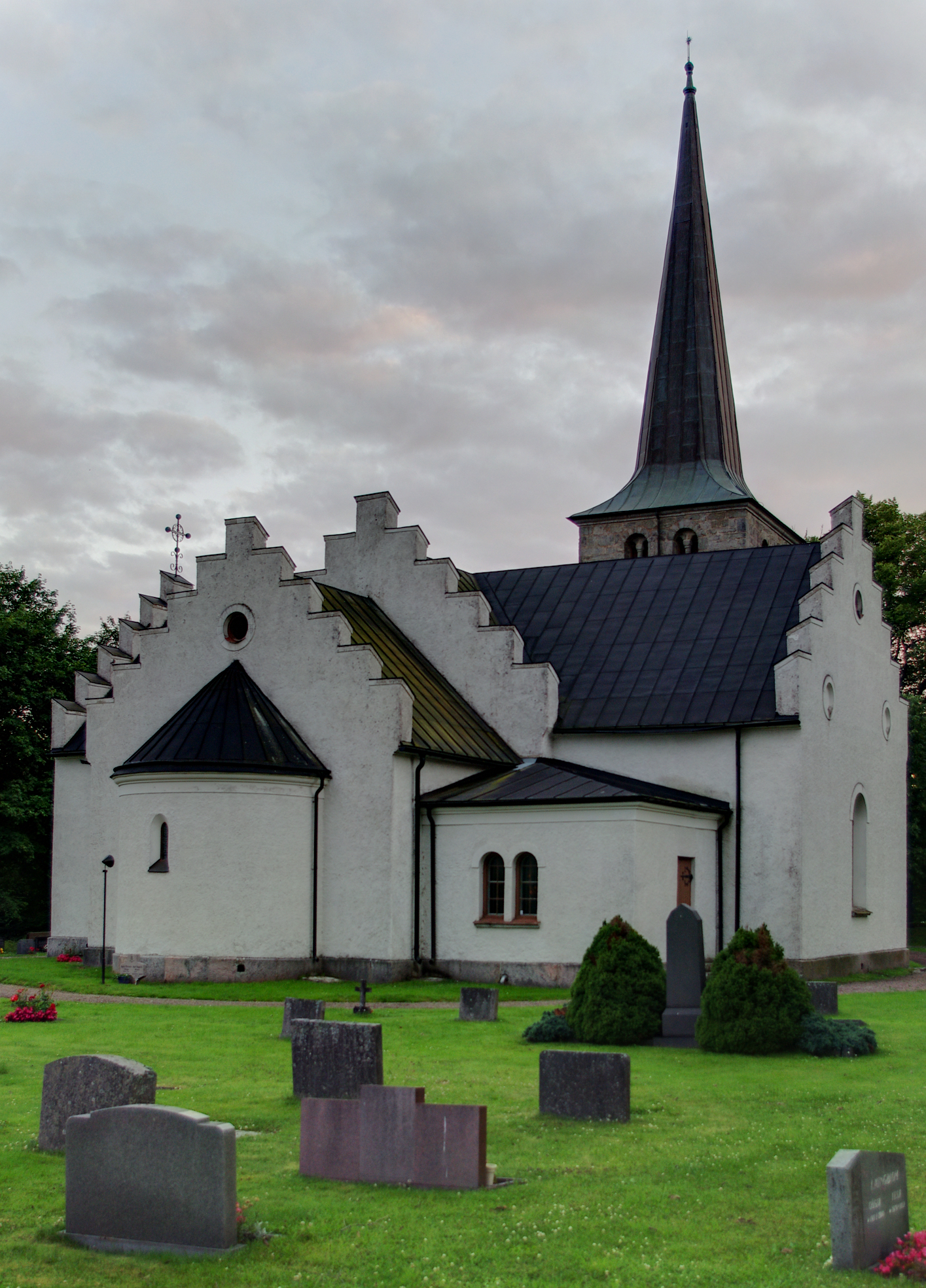
Valstads kyrka
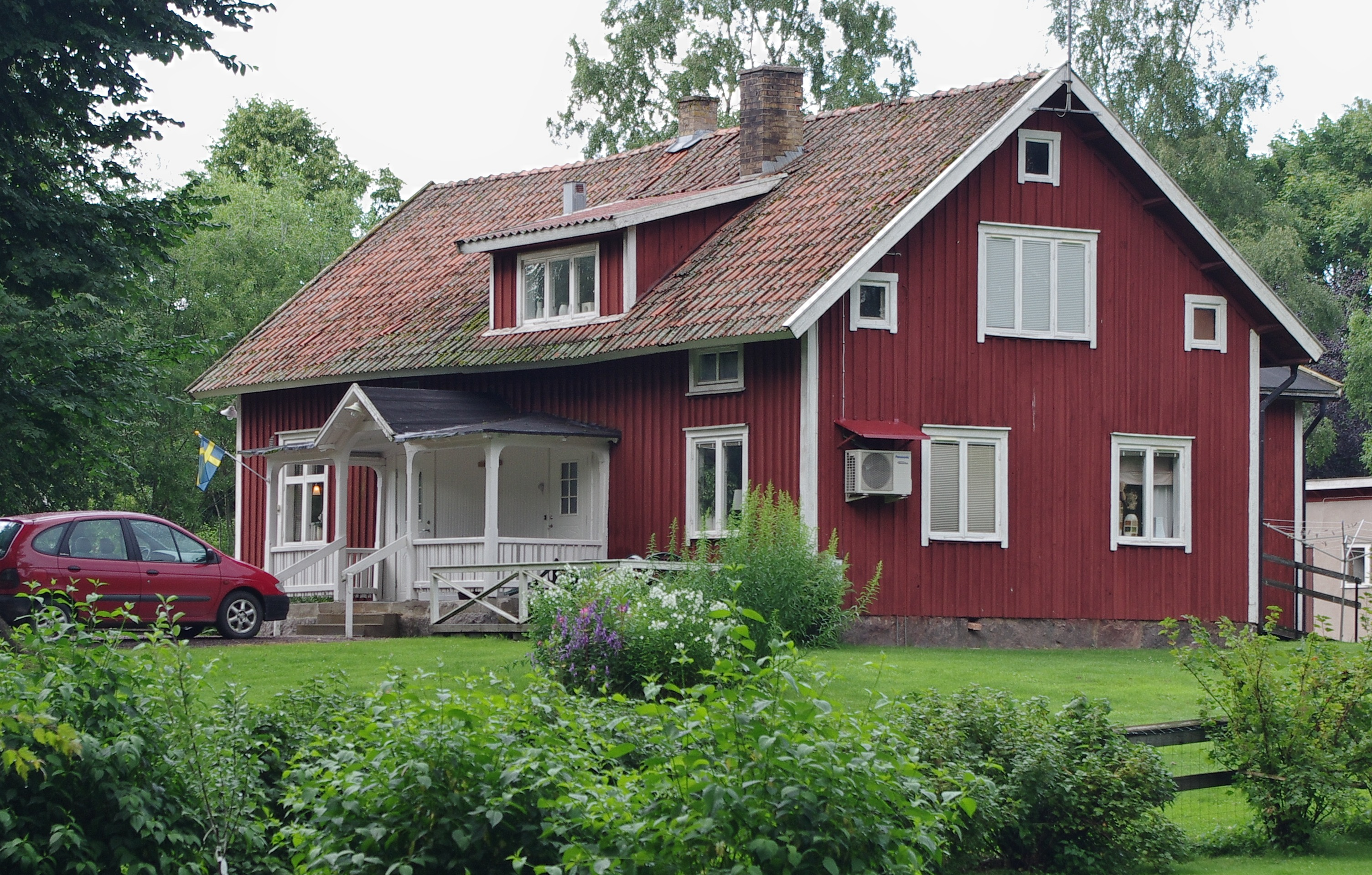
Missionshuset
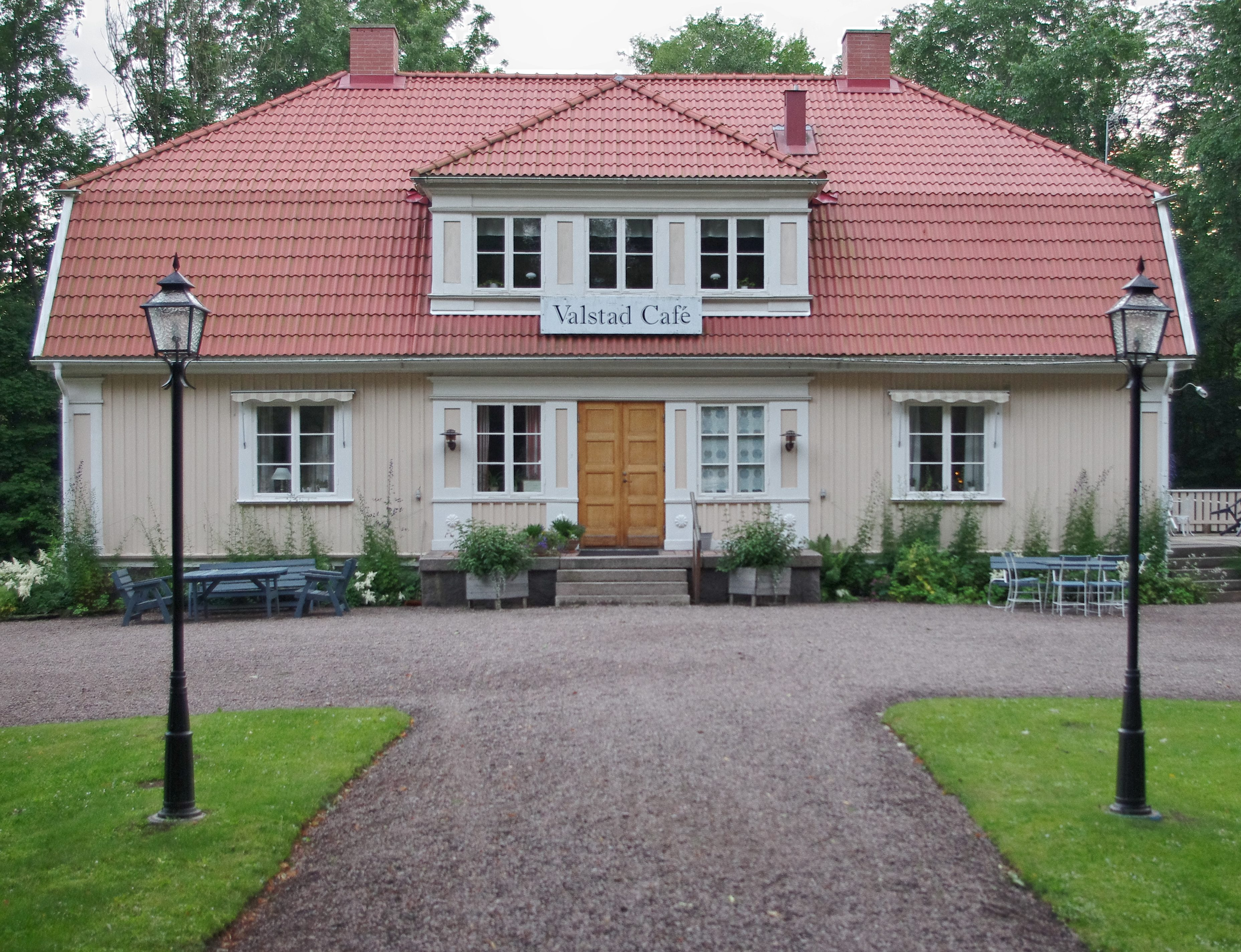
Valstad Café